# Tell Leilan

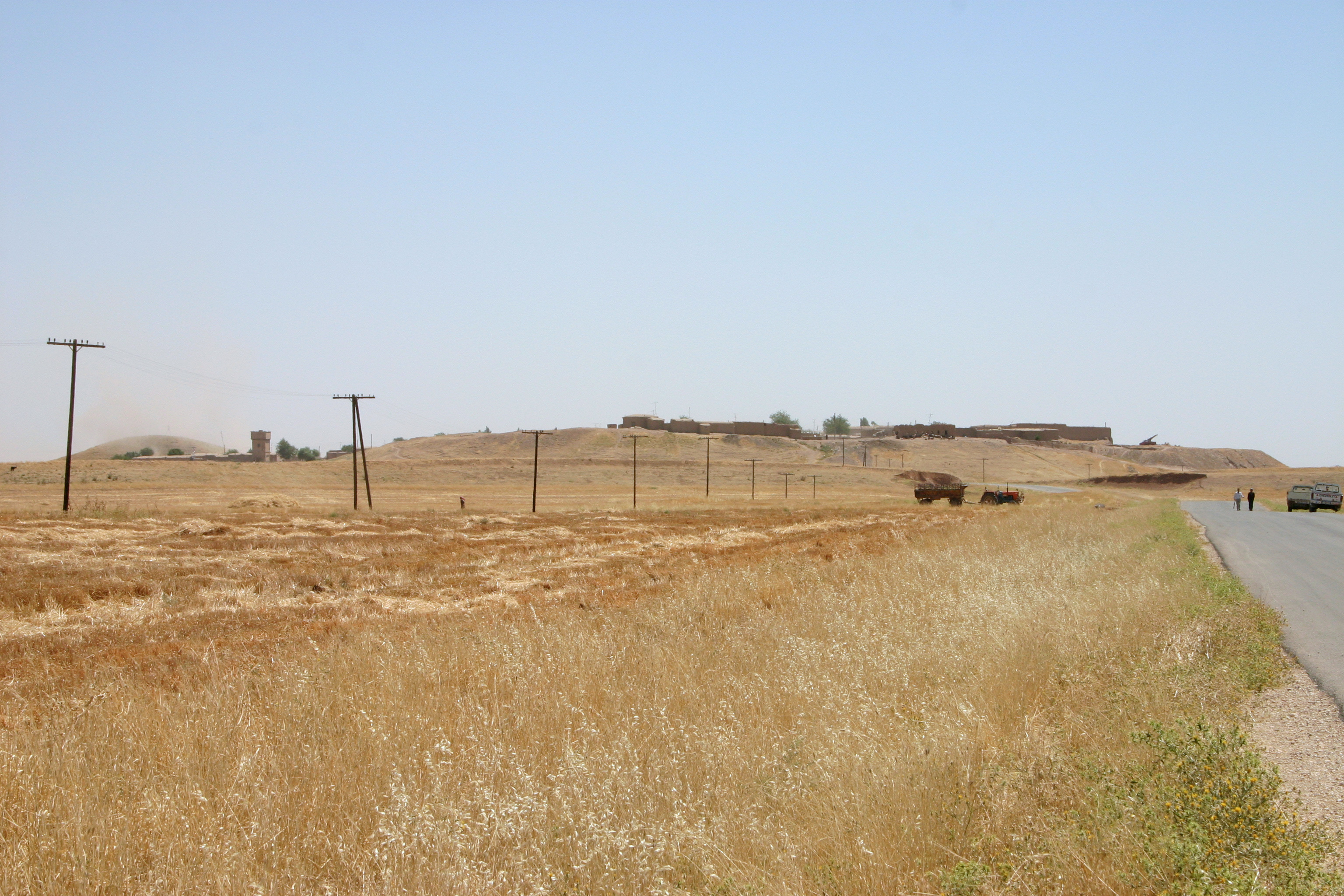
Tell Leilan.

Tell Leilan eller Tall Laylan på arabiska var omkring 1800 f.Kr. den assyriske kungen Shamshi-Adad I:s huvudstad under namnet Shubat-Enlil. Staden låg i det som idag är norra Syrien och på platsen har man dokumenterat ett palats och kilskriftstexter. Tell Leilan är beläget i Khaburs floddal vid Jarrah-floden.

## Stadens tidiga historia
På platsen uppkom omkring 5000 f.Kr. en liten jordbruksby som växte till en större stad som kallades Shehna under Akkaderrikets tid vid mitten av det tredje årtusendet f.Kr. En klimatförsämring som inleddes omkring 2200 f.Kr. ledde till en torka vilken innebar slutet för stadens första storhetstid.

## Staden Shubat-Enlil
Området erövrades av den amoritiska kungen Shamshi-Adad I av Assyrien på 1700-talet f.Kr. Kungen valde ut platsen till en ny huvudstad i sitt rike och döpte om staden från Šehna till Šubat-Enlil "guden Enlils högsäte". Området låg i ett rikt jordbruksområde vilket nu hade återhämtat sig från klimatförsämringen i slutet av det tredje årtusendet f.Kr. I staden uppfördes ett kungligt palats och ett tempel ovanpå den gamla ruinkullen, akropolen. Nedanför denna låg stadens bostadskvarter. Hela staden var muromgärdad, och en rak stenlagd gata ledde från stadsporten upp till akropolen. Staden täckte en yta av 90 ha och kan ha haft en befolkning av upp till 20 000 invånare. Shubat-Enlil blomstrade fram tills det att den babyloniska kungen Samsu-iluna intog staden. På platsen bosatte sig senare hurriter och den var därefter en obetydlig småstad i Mitanni-riket.

## Arkeologiska upptäckter
Ruinhögen Tell Leilan har grävts ut av amerikanska arkeologer från Yale universitet under ledning av Harvey Weiss. Undersökningar av platsen inleddes 1979 och pågår fortfarande. Den mest betydelsefulla upptäckten är ett arkiv med 1100 lertavlor skrivna med kilskrift. Dessa har avslöjat hur staden administrerades och vilka kontakter man hade med andra städer. En omfattande studie har även gjorts av regionens klimatförändringar utifrån arkeologiska fynd.